# Jintian Copper
Ningbo Jintian Copper Group Company Limited, сокращённо Jintian Copper («Цзиньтянь Коппер») — китайская металлургическая и металлообрабатывающая компания, пятый по величине производитель меди в КНР, после Jiangxi Copper, Zijin Mining Group, Yunnan Copper и Tongling Nonferrous Metals. Штаб-квартира расположена в Нинбо (провинция Чжэцзян).

## История
Jintian Copper Group была основана Лоу Гоцяном в Нинбо в 1986 году и поначалу производила медные слитки. В 1998 году были основаны дочерние компании Ningbo Jiekelong Precision Co. Ltd., которая производит медные, стальные и чугунные клапаны, счетчики воды и трубопроводную арматуру, и Ningbo Jintian Electric Material Co. Ltd., которая производит электропроводку. 
В 2001 году Jintian Copper основала дочернюю компанию Ningbo Ketian Magnet Co. Ltd., которая производит магнитные материалы. В 2002 году была основана дочерняя компания Jintian Import and Export Co. Ltd., которая торгует цветными металлами и изделиями из них, а также оборудованием и сырьём. В 2003 году была основана дочерняя Ningbo Jintian Copper Tube Co. Ltd., которая производит медные трубы для систем охлаждения и отопления. В 2005 году была основана дочерняя компания Copper Strip Co. Ltd., которая производит медные, латунные и бронзовые полосы для электронной промышленности.
В 2017 году Jintian Copper открыла свою первую зарубежную производственную базу во Вьетнаме. В 2018 году выручка компании превысила 40 млрд юаней. В апреле 2020 года Jintian Copper вышла на Шанхайскую фондовую биржу. В 2021 году чистая прибыль Jintian Copper увеличится на 45 %.

## Деятельность
Jintian Copper производит катодную медь; медные, латунные, оловянные, цинковые, свинцовые, бронзовые, хромовые и циркониевые стержни; медную и латунную проволоку; медные электрические провода; медные магнитные провода для двигателей и компрессоров; медные, никелевые, свинцовые, латунные, оловянные, бронзовые и серебряные листы и полосы; латунные и свинцовые пластины; медные трубы для водопроводов и кондиционеров; медные профили; редкоземельные материалы для магнитов; оборудование для ванн, туалетов, кухонь и отопительных систем (латунные и медные фитинги, латунные манифольды, клапаны, краны и фильтры).
По итогам 2022 года основные продажи Jintian Copper пришлись на медные изделия (89,8 %) и магнитные материалы (1,4 %). Крупнейшим рынком сбыта являлся Китай (90,8 %), остальная продукция экспортируется в Гонконг, Южную Корею, Японию, Юго-Восточную Азию, Германию и США. Основными покупателями продукции Jintian Copper являются производители кондиционеров, холодильников, отопительных систем, оборудования для кухонь, туалетов и ванн, оборудования для передачи и распределения электроэнергии, электронных, автомобильных и авиационных комплектующих, оборудования для ветряной и солнечной энергетики. 

### Структура
В состав Jintian Copper Group входят десятки дочерних структур: 
Основные производственные мощности Jintian Copper расположены в Чанчжоу (Jiangsu Xingrong Copper и Jiekelong Precision Manufactring), Чунцине (Chongqing Jintian Copper), Чжаоцине (Guangdong Jintian Copper) и Тьензянге (Jintian Copper Vietnam); сбытовые офисы находятся в Нинбо, Гонконге, Токио (Япония), Бангкоке (Таиланд), Франкфурте-на-Майне (Германия) и Аркадии (США).
- Ningbo Jintian Import and Export Co. Ltd. (внешняя торговля)
- Ningbo Jintian Copper Tube Co. Ltd. (медные трубы)
- Ningbo Jintian New Materials Co. Ltd. (медные провода)
- Ningbo Jintian Electric Material Co. Ltd. (электропроводка)
- Ningbo Jiekelong Precision Industry Co. Ltd. (клапаны и краны)
- Ningbo Ketian Magnet Co. Ltd. (магнитные материалы и компоненты)
- Jintian Copper Strip Co. (медные полосы и листы)
- Jintian Copper Plate Co. (медные полосы и листы)
- Jintian Copper Rod Co. (медные стержни)
- Jintian High Precision Rod and Wire Co. (медные стержни и проволока)
- Jintian Copper Bar Co. (медные прутки и слитки)
- Jintian Copper Fittings Co. (медные фитинги)
- Hongkong Maytime International Industry Co. Ltd. (внешняя торговля)

## Акционеры
Контроль над компанией находится в руках семьи Лоу. Основными акционерами Jintian Copper являются Лу Сяоми (28,41 %), Лоу Гоцян (21,97 %), Лоу Гоцзюнь (3,58 %), Лоу Чэн (1,7 %), Лоу Цзинцзин (1,7 %) и Лоу Юнь (1,22 %).